# ヨゼフ・フォン・フラウンホーファー

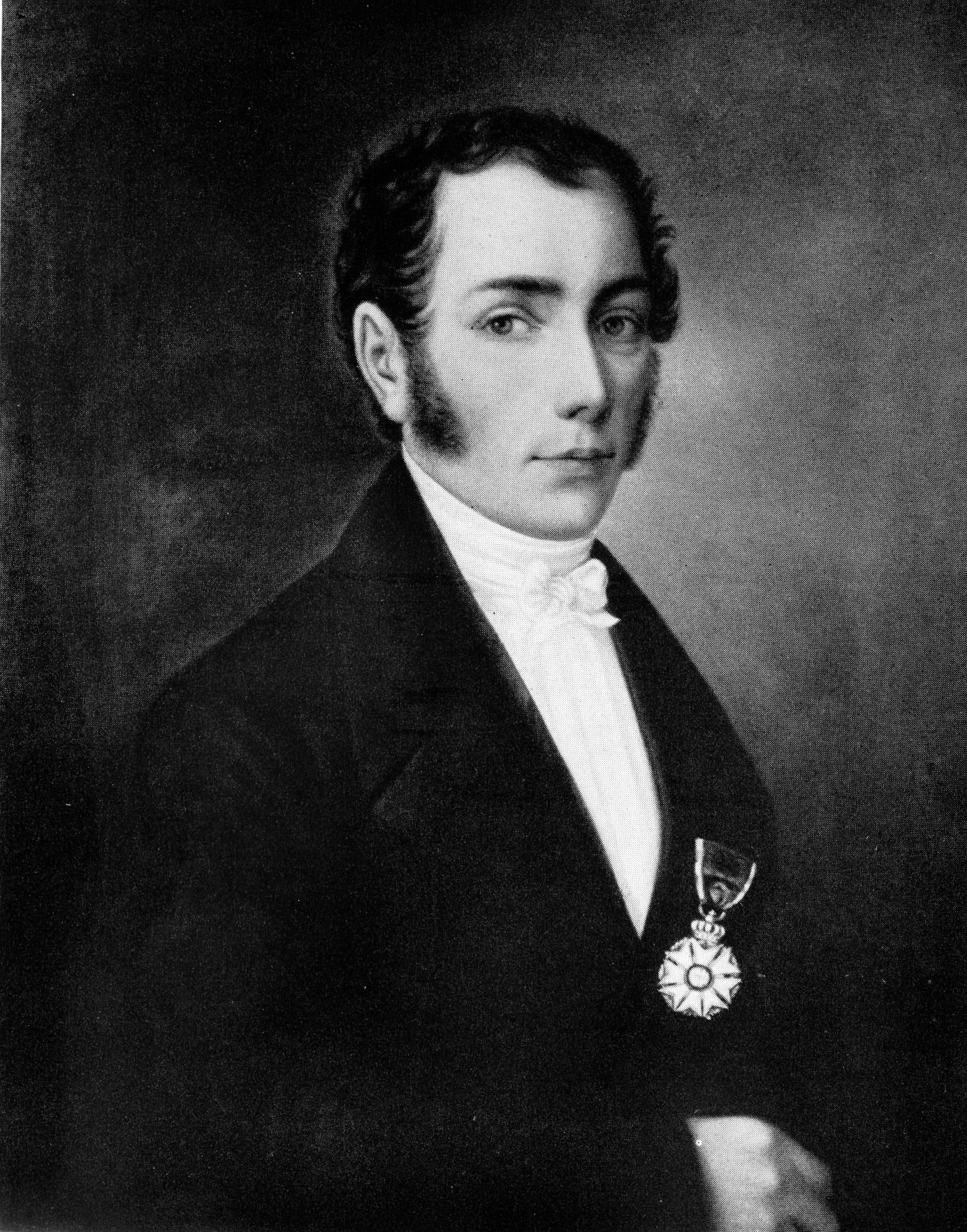
ヨゼフ・フォン・フラウンホーファー

ヨゼフ・フォン・フラウンホーファー（Joseph von Fraunhofer、1787年3月6日 - 1826年6月7日）は、ドイツの光学機器製作者、物理学者である。太陽光のスペクトルの中のフラウンホーファー線、光学分野のフラウンホーファー回折に名前を残している。ドイツの応用研究と技術移転の機関「フラウンホーファー協会」は彼の名前に由来する。

## 生涯
バイエルンのシュトラウビング（Straubing）でガラス鏡職人フランツ・X・フラウンホーファーの第11子に生まれた。1797年に母が、1798年に父が死んで孤児となり、ミュンヘンの鏡製造業者P・A・ワイヒゼルベルガーの徒弟となった。1801年7月21日、老朽化により近隣住民から常々倒壊を懸念されていた作業場の建物が崩壊。幸運にも無傷で救出され、駆けつけたバイエルン選帝侯マクシミリアン4世ヨーゼフに金貨18ドゥカーテンを与えられ励まされ、バイエルンの知事を務めたヨゼフ・フォン・ウッツシュナイダーに見出されて引き取られ、日曜学校に通うようになった。

独学とウッツシュナイダーの教育と、天文学者であったU・シーク（U.Schiegg）の感化によりかなりの知識を身につけ、1806年に数学機械研究所に入った。ウッツシュナイダーからガラス研磨の仕事を与えられ、1807年にはベネディクトボイエルンの工場でガラス製造をしていたギナンの研磨助手に指名されたがギナンとの仲はうまくいかなかった。1809年には全く出資していなかったにもかかわらず研究所の経営に参画し名称も「ウッツシュナイダー・ライヘンバッハ・フラウンホーファー光学研究所」に改名されていた。ギナンの供給する光学ガラスがフラウンホーファーが希望する屈折率を持っていなかったことが1811年にわかり、破局に至った。ウッツシュナイダーが仲裁に入って丸く収め、ガラスもフラウンホーファーも製造させることになり、結局フラウンホーファーが工場の全てを切り回すことになった。光学ガラスの均質性は向上し、1813年頃にプリズム分光器を製作し1814年頃ウイリアム・ウォラストンとは別に太陽スペクトルに約700本の暗線を発見した。
1817年に太陽スペクトルの暗線を基準にしてガラスの屈折率を測定することとし、これは光学技術上特記すべき業績とされる。
1817年5月3日バイエルン科学アカデミーの会員に指名され、1821年に特別会員に推薦され、カール・フリードリヒ・ガウスなど多くの名士と知り合った。
1819年エストニアタルトゥのドルパート天文台屈折望遠鏡用に有効口径24.4センチメートル（以降cm）、焦点距離432cm、F17.7の対物レンズを完成し、工芸学校組合員とアカデミー名誉教授の称号を受けた。またこの年ガラスに金メッキをして300本/ミリメートルの平行線を刻んだ格子を製作し光波の回折を研究、当時まだ確立していなかった光の波動説を支持した。
1822年、エアランゲン大学から名誉博士号を授与された。
1824年には貴族に叙せられ姓にフォンを名乗ることを許されるとともに、ミュンヘン名誉市民に推戴された。
1825年夏の終わりに肺結核への感染が判明、なおもクラウンガラスの製造を企図したが、1826年ミュンヘンで39年の短い生涯を閉じた。死因は肺結核とも、重金属中毒ともいわれる。同地のアルター・ジュートフリードホーフ（Alter Südfriedhof）に埋葬されている。

## 功績
少なくとも以下の事項が挙げられる。
- フリントガラスの均質な大塊製造に成功した。
- フラウンホーファー線により光学ガラスの屈折率を測定する色を特定した。
- レンズ設計に三角追跡法を採用した。
- レンズの加工法を著しく改良した。
- ニュートン板で干渉縞を見ることで誰でも簡単にレンズ面を検査できるようにした。
- 機械部分の工作精度を高めた。
- ドイツ式赤道儀を考案した。